# Juan Herrera
Juan Herrera (* 12. Januar 1958 in Mérida, Mexiko) ist ein ehemaliger mexikanischer Boxer im Fliegengewicht.

## Profikarriere
Im Jahre 1976 begann er erfolgreich seine Profikarriere. Am 26. September 1981 boxte er gegen Luis Ibarra um die WBA-Weltmeisterschaft und gewann durch technischen K. o. in Runde 11. Diesen Gürtel verlor er allerdings bereits in der zweiten Titelverteidigung im Mai des darauffolgenden Jahres an Santos Laciar durch Knockout.
Im Jahre 1988 beendete er seine Karriere.